# Salineño, Texas
Salineño, Texas (енгл. Salineño) насељено је место без административног статуса у америчкој савезној држави Тексас.

## Демографија
По попису из 2010. године број становника је 201, што је 103 (-33,9%) становника мање него 2000. године.
| Група             | 2000.       | 2010.       |
| Белци             | 2 (0,7%)    | 13 (6,5%)   |
| Афроамериканци    | 1 (0,3%)    | 0 (0,0%)    |
| Азијати           | 0 (0,0%)    | 0 (0,0%)    |
| Хиспаноамериканци | 302 (99,3%) | 188 (93,5%) |
| Укупно            | 304         | 201         |